# Neritos fereunocolor
Neritos fereunocolor là một loài bướm đêm thuộc phân họ Arctiinae, họ Erebidae.